# جری کنترل
جری فالتن کَنترل جونیور (به انگلیسی: .Jerry Fulton Cantrell Jr) (زادهٔ ۱۸ مارس ۱۹۶۶) گیتاریست، ترانه‌سرا و خوانندهٔ آمریکایی است که بیشتر به عنوان یکی از اعضای گروه گرانج آلیس این چینز شناخته شده‌است. او در پروژه‌های تکی خودش خوانندهٔ اصلی است و در آلیس این چینز به‌عنوان نوازندهٔ لید گیتار، ترانه‌سرای اصلی گروه، آهنگ‌ساز و خوانندهٔ هم‌آوا(هارمونی خوانی با خوانندهٔ اصلی) فعالیت می‌کند.
نشریهٔ بریتانیایی متال همر در مراسم سالیانهٔ «جوایز خدایان طلایی» که در ژوئیه ۲۰۰۶ در لندن برگزار شد، عنوان «پروردگار ریف» را به کنترل داد. قبل از او بزرگانی چون جیمی پیج، دیو ماستین، اسلش و جیمز هتفیلد به این لقب مفتخر شده بودند.

## آلیس این چینز

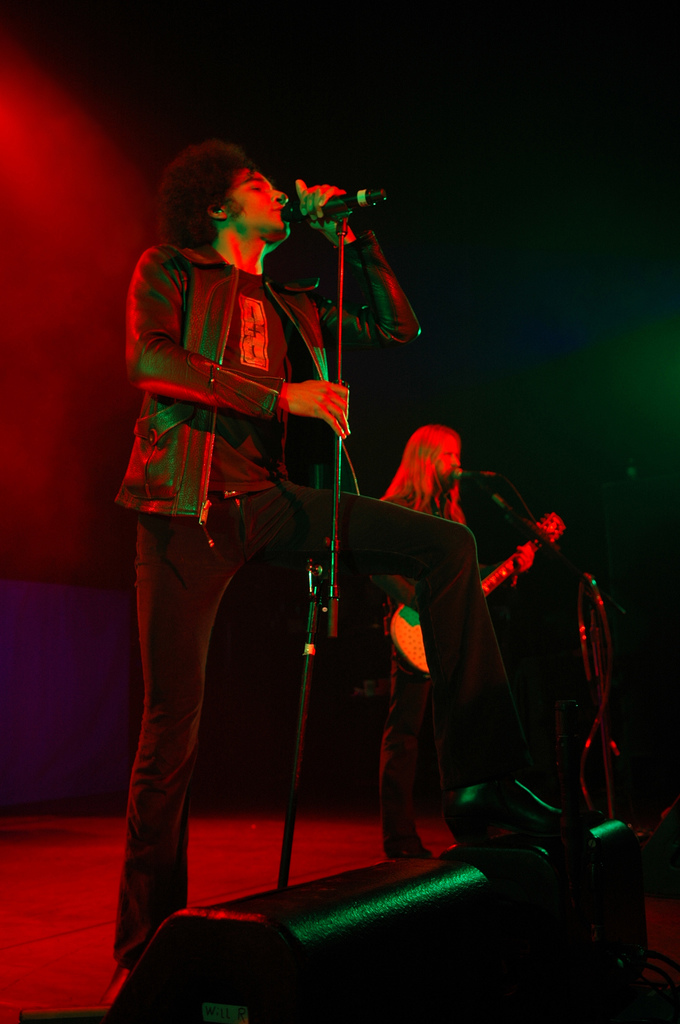
کنسرت جری کنترل

کنترل اولین گیتارش را در سن ۱۳ سالگی گرفت و به مرور با گروه‌های کوچک موسیقی در سیاتل، واشینگتن رابطه برقرار کرد. او در سال ۱۹۸۷ با لین استیلی آشنا شد و به‌زودی آن‌ها Alice N Chains -آلیس و زنجیرها- را بنیان گذاردند که استیلی از سال‌های دبیرستان ایدهٔ آن را در ذهن داشت. با پیوستن مایک استار(گیتار بیس) و شان کینی(درامز) فعالیت گروه جدی‌تر شد و پس از مدتی نام‌اش را به Alice in Chains -آلیس در زنجیر- تغییر دادند.
فعالیت گروه که در آغاز هزارهٔ سوم میلادی با شدت گرفتن اعتیاد استِیلی با مشکل روبرو شده بود در سال ۲۰۰۲ با مرگ او متوقف شد و آن‌ها از سال ۲۰۰۵ فعالیت‌شان را از سر گرفتند. آلیس این چینز در این سال اجراهای مختلفی را با خوانندگانی چون مینارد جیمز کینن، فیل انسلمو، جیمز هتفیلد، مارک لینگن، اسکات ویلند و ویلیام دووال(خوانندهٔ جدید گروه) برگزار کرد.

## آلبوم‌های تکی و دیگر فعالیت‌ها
کنترل به موازات فعالیت‌هایش در آلیس این چینز به همکاری با گروه‌های دیگر و انتشار آلبوم‌های شخصی نیز روی آورد.
او در سال ۱۹۹۲ به همراه بقیهٔ اعضای آلیس این چینز در فیلم رومانتیک-کمدی Singles و در نقش خودشان ظاهر شدند. در این فیلم گروه‌های مهم راک سیاتلی دیگری مانند پرل جم و ساوندگاردن هم حضور داشتند. قرار بود اعضای نیروانا هم در فیلم حضور داشته باشند که این کار با مخالفت کرت کوبین روبرو شد. او از این فیلم نفرت داشت.
آهنگ «مرا تنها بگذار» او در سال ۱۹۹۶ و جزو ساندترک فیلم مرد کابلی منتشر شد.
اولین آلبوم او با نام Boggy Depot در سال ۱۹۹۸ منتشر شد-که موفق شد نقدهای مساعدی بگیرد- و آلبوم دوم‌اش به نام Degradation Trip را در تابستان ۲۰۰۲-چند ماه پس از مرگ استِیلی- روانهٔ بازار کرد.
او در سال ۲۰۰۵ به‌عنوان گیتاریست با آزی آزبورن در انتشار آلبوم Under Cover همکاری کرد که دربرگیرندهٔ اجرای مجدد برخی آثار کلاسیک راک بود.

## تجهیزات موسیقی
کنترل بیشتر به استفاده از گیتارهای جی اند ال، دین و البته گیبسون‌های لس پال شهرت دارد. کمپانی دین با همکاری او گیتار سری سالرتو -سیگنچر جری کنترل- که بر مبنای گیبسون طراحی شده را تولید می‌کند. کنترل در یک تور از نمونهٔ ابتدایی تولید شدهٔ این ساز استفاده کرد.
کمپانی سازندهٔ آمپلی‌فایرهای باگنر نیز قرار است آمپلی‌فایر سیگنچر کنترل را روانهٔ بازار کند. کنترل استفاده کنندهٔ قدیمی محصولات باگنر است و تابه‌حال از مدل «شیوا»ی این شرکت برای خلق صدای منحصربه‌فرد خودش در آلیس این چینز استفاده کرده است. او همچنین یک اَمپ پیوی ۱۵۰۵ دارد که ادی ون هیلن به او هدیه داده است.
کنترل از گیتارهای مک‌سوین نیز استفاده می‌کند و تا به‌حال چند گیتار اختصاصی تحت نام او توسط این شرکت تولید شده است.
او بیشتر از افکت‌های دانلوپ، Line 6 و باس، سیم‌های دین مارکلی و پیک‌های دانلوپ استفاده می‌کند.

## زندگی خصوصی

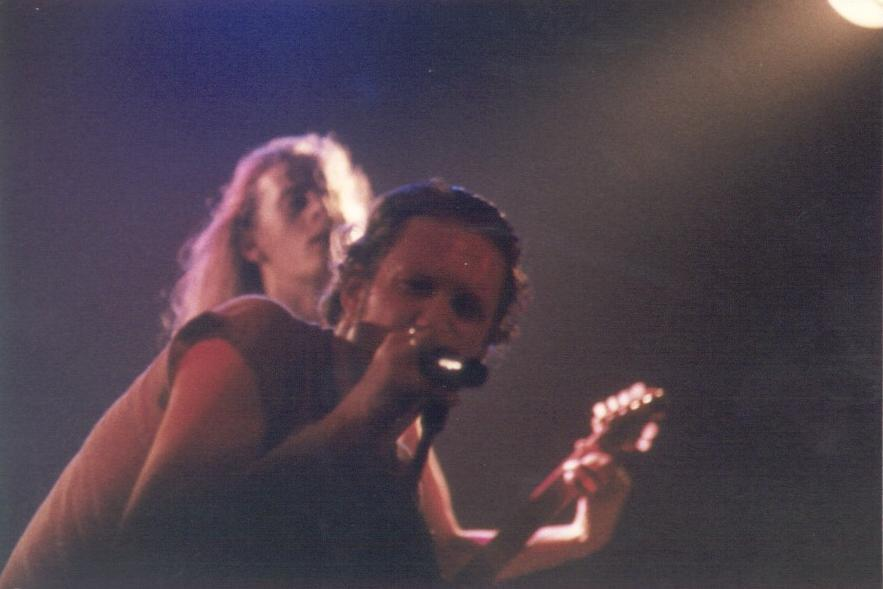
تصویری از اجرای جری کنترل در کنسرت

پدر کنترل-جری کنترلِ پدر- یکی از سربازان ارتش آمریکا در جنگ ویتنام بود. کنترل ترانهٔ «rooster»-از آثار شاخص آلیس این چینز- را برای او و در گرامی‌داشت حضور او در جنگ برای کشورش نوشته است.
مادر کنترل که گلوریا نام داشت در سال ۱۹۹۰ درگذشت و کنترل در پی مرگ او آلبوم Facelift -اولین آلبوم اصلی آلیس این چینز-را به او تقدیم کرد. کنترل در همان سال دوست صمیمی‌اش اندرو وود(خوانندهٔ مادر لاو بون) را از دست داد. او ترانهٔ «?Would» از آلبوم کثافت آلیس این چینز را به یاد دوست تازه درگذشته‌اش نوشت.